# 多罗吉诺
多罗吉诺（羅馬化：Dorogino）是俄罗斯新西伯利亚州的工人村（市级镇），属切列帕诺沃区，地处新西伯利亚州东南部，位于区行政中心切列帕诺沃北偏西、州府新西伯利亚东南方。R256公路（丘亚公路）从镇西侧经过。
该地2021年人口有3,646人；2010年人口3,829；2002年人口3,811；1989年人口4,132。